# Karel Klaver
Karel Klaver (ur. 29 września 1978) – holenderski hokeista na trawie. Srebrny medalista olimpijski z Aten.
W reprezentacji Holandii debiutował w 2000. Zawody w 2004 były jego jedynymi igrzyskami olimpijskimi. Z kadrą brał udział m.in. w mistrzostwach świata w 2002 (brązowy medal) oraz kilku turniejach Champions Trophy (złoto w 2003 i 2006) i mistrzostw Europy (srebro w 2005). Łącznie do 2007 rozegrał 132 spotkania i strzelił 53 bramki.